# Javorniški Rovt
Javorniški Rovt (IPA: [ˈjaːʋɔɾniʃki ˈɾoːu̯t]) è un insediamento (naselje) di 189 abitanti, della municipalità di Jesenice nella regione statistica dell'Alta Carniola in Slovenia.